# 夜郎

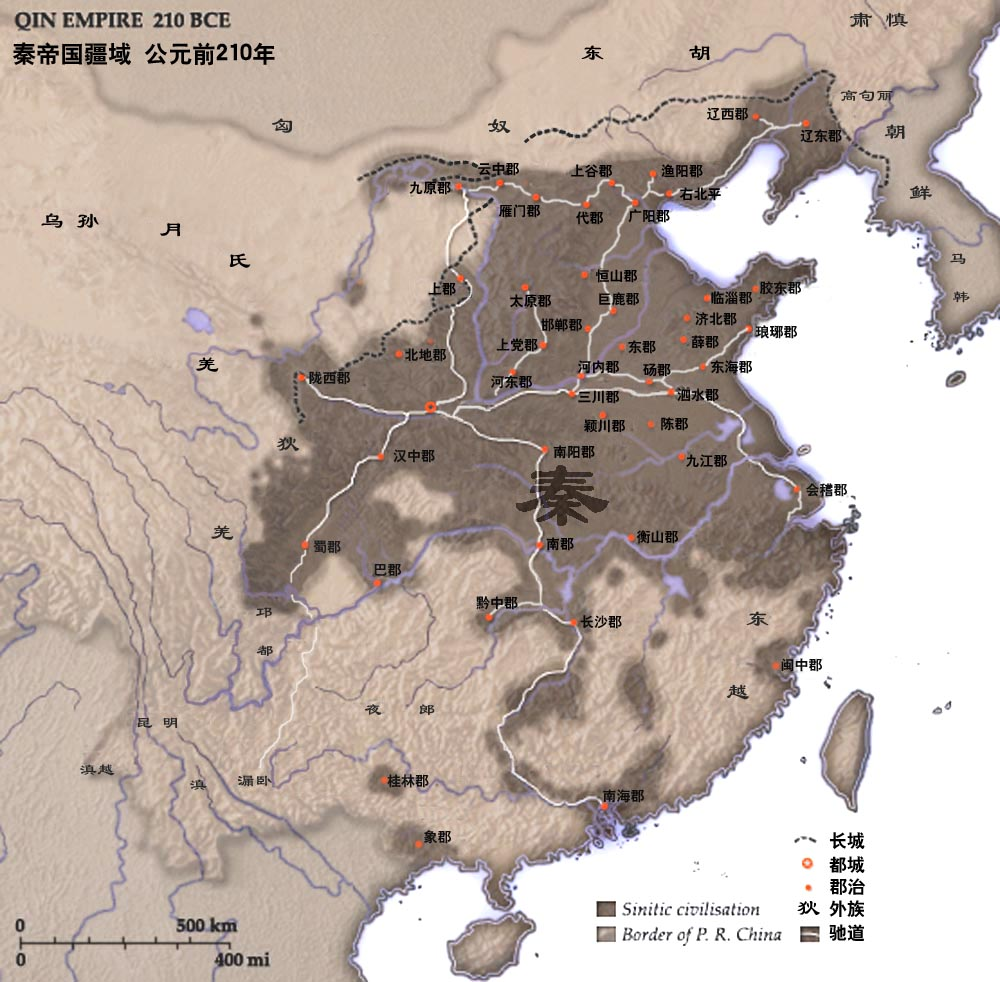
紀元前210年、秦帝国と周辺民族。

夜郎（やろう、拼音: Yèláng）、または夜郎国とは、『史記』西南夷列伝に記述される前漢末期まで存在した小国（前523年-前27年）の名前。現代の貴州省もしくは雲南省あたりにあったと思われる。

## 概要
夜郎の中心地は現在の貴州省赫章県の可楽イ族ミャオ族郷であった。可楽遺址からは多くの夜郎時代の遺跡・遺物が発掘されている。
建国の時期は明らかにされていないが、考古学の研究により戦国時代には存在していたとするのが一般的である。また、夜郎に関する最後の記録は、前漢末期に漢の牂牁太守陳立に夜郎王の興が斬首され殺された、というもので、その直後の紀元前27年前後に滅亡したと考えられている。
『史記』では夜郎は当時の西南地区における最大の国家であり、武帝が南越国討伐に唐蒙を派遣した際、その地で当時蜀郡（現在の四川省）で産出された枸醤（果物の調味料）が夜郎よりもたらされたことを知り、南越国を牽制する目的で使節を派遣、現地に郡県を設置し、夜郎王族を県令に任じることとした。その漢の使者と面会した夜郎王が「漢孰與我大」（漢と我といずれが大なるか）と尋ねたことより、「世間知らずで、自信過剰」を表す「夜郎自大」（夜郎自らを大なりとす）の故事成語が誕生した。漢による郡県の設置は南越国滅亡後にようやく実施され、夜郎による漢への入朝も行われ、武帝は夜郎王に封じている。
河平2年（前27年）、夜郎王・興は反漢の兵を起こすが、漢軍に撃破され興は斬首され、その直後に滅亡したと考えられている。滅亡後は郡県が設置され、宋代に至るまでしばしば夜郎県の名称が登場している。